# سافونارولا

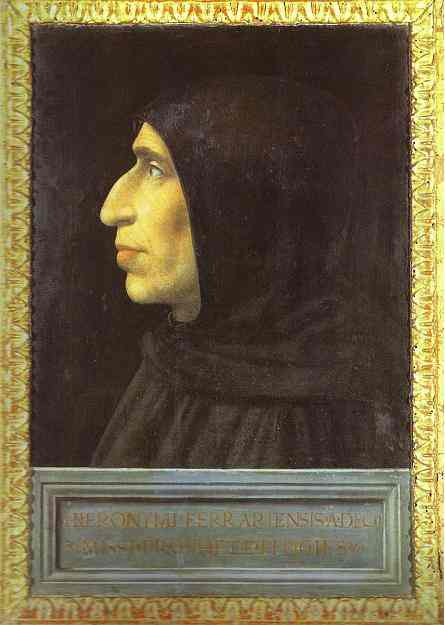
سافونارولا, 1498

 جيرولامو سافونارولا (21 سبتمبر 1452 - 23 مايو 1498)، متدين وسياسي إيطالي، ينتمي إلى نظام الرهبان الدومينيكان. أُدرجت مؤلفاته في الطبعة الأولى (1559) لفهرس الكتب المحظورة. والآن هو ممنوح لقب خادم الرب، وقُدمت دعوى تطويبه في 30 مايو من عام 1997 من قبل أسقفية فلورنسا.
و كان زعيم فلورنسا منذ عام 1494 حتى إعدامه حرقا في عام 1498. واشتهر مصلحا دينيا وواعظا مناوئا للنهضة وحارقا للكتب ومحطما لما اعتبره فنًا غير أخلاقي. وخطب مهاجما بشدة ضد ما رأه فسادا أخلاقيا من جانب رجال الدين، وكان خصمه الرئيسي البابا إسكندر السادس. يُنظر إليه أحيانا باعتباره بشيرا لظهور مارتن لوثر والإصلاح البروتستانتي، رغم أنه بقي كاثوليكيا ورعا وتقيا طيلة حياته.
قورنت ممارسته الدينية بتلك الينسينية المتأخرة عنه، ورغم وجود اختلافات لاهوتية كثيرة.

## النشأة

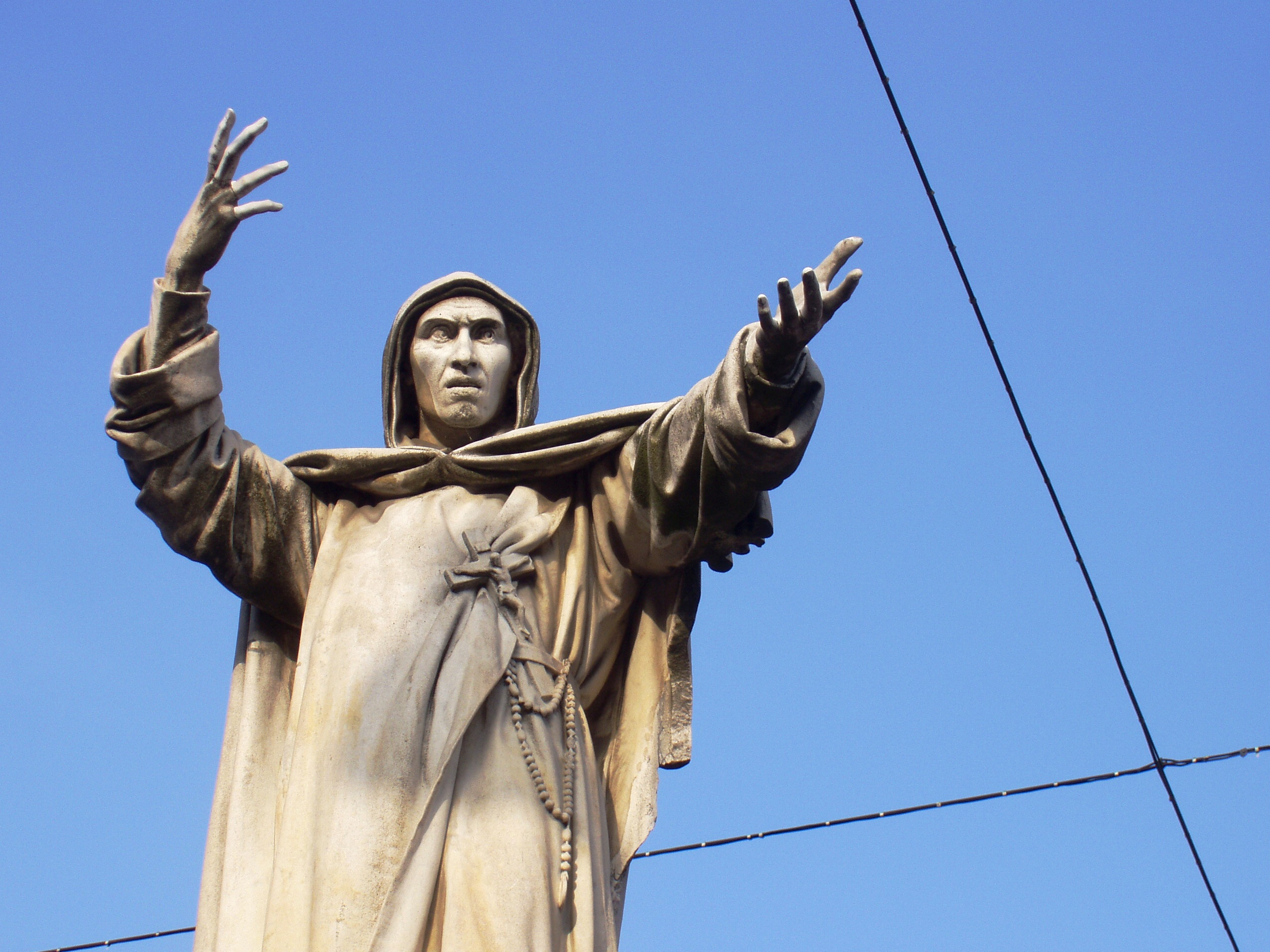
تمثال جيرولامو سافونارولا - فيرارا

ولد سافونارولا في مدينة فيرارا عاصمة الدوقية المستقلة عند الساعة 23,30 في يوم 21 سبتمبر 1452، كثالث أبناء التاجر نيكولو دي ميكيلي دي دالا سافونارولا وإلينا بوناكوسي سليلة عائلة بوناكولسي النبيلة التي تحكم مانتوفا. لا معلومات عن أخويه أونيبيني وبارتولوميو، بينما الأخرون ماوريليو وألبيرتو وبياتريتشي وكيارا، يعرف عنهم فقط أن ألبيرتو كان طبيبًا وماوريليو راهبًا دومينيكيًا كأخيه جيرولامو.
انتقلت عائلة سافونارولا البادوفية إلى فيرارا عام 1440 حيث الجد ميكيلي (1385 - 1468) الطبيب المعروف وصاحب المؤلفات الطبية، وكان الطبيب الخاص للماركيز نيكولو الثالث ديستي وللبلاط الفيراري. كان ميكيلي سافونارولا رجلا عميق التدين ملتزمًا بالإنجيل متسمًا بالبساطة والشدة وبل حتى مُرائيًا، مـُعرضًا عن حياة البلاط؛ في شيخوخته كتب كتيبات مثل laudibus Iohanni Baptistae، متوحدا بتعاليمه وأسلوب حياته، كان له تأثير كبير على تشكيل جيرولامو: أخذ الجد على عاتقه الإشراف على تعليمه الأولي معلمًا أيّاه له قواعد اللغة والموسيقى والرسم.
و بعد وفاة جده، ورغبةً من والده نيكولو في أن يكون طبيبًا، جعله يدرس الفنون الحرة في جامعة فيرارا؛ شُغف في البداية بحوارات أفلاطون، ثم درس الأرسطية والتومية.
بعد حصوله على الأستاذية في الفنون الحرة، بدأ دراسة الطب بيد أنه تركها في سن الثامنة عشرة ليكرس نفسه لدراسة اللاهوت؛ كتب مؤلفات شعرية: تعود أغنيته De ruina mundi (عن سقوط العالم) إلى عام 1472 التي تحوي مواضيع عظاته المستقبلية وتجلى فيها وقوفه ضد رجال الدين الفاسدين أخلاقيا وقال فيها: الأرض تظلم بكل معصية / من لم يعط أبدا لن يرفع جسده: / روما، لقد رحل رئيسها إلى الأرض / كي لا يعود أبدا إلى وظيفته الكبيرة. ومن هنا بدأ أيضا تطوير موقفه الاخلاقي
و أيضا في عام 1475، أغنيته الأخرى De ruina Ecclesiae (عن سقوط الكنيسة) وفيها شبه روما البابوية ببابل الفاسدة. واحتقر للإدارة البابوية بوصفها بالزائفة والعاهرة الفخورة.

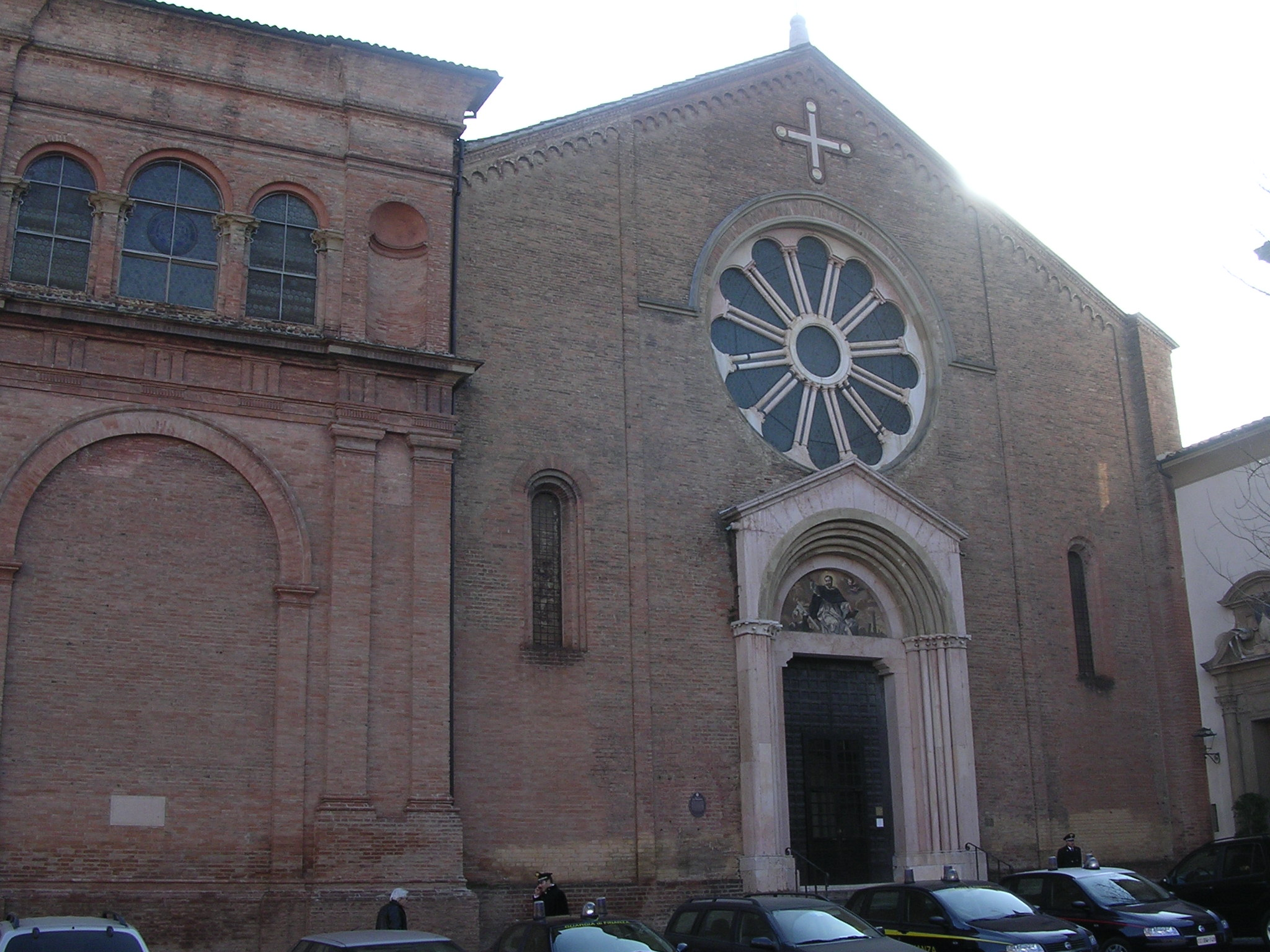
بولونيا، كنيسة سان دومينيكو

بهذه الروح سمع في كنيسة سانت أغوستينو بفاينسا كلمات واعظ معلقا على عبور سفر التكوين غادر أرضك وأسرتك وبيت أبيك. ووفقا لما كتبه شخصيا، قد دافعته هذه الكلمات في 24 أبريل سنة 1475، لترك أسرته ودخول دير سان دومينيكو البولوني خلال عصر النهضة الإيطالية.
لعل نداءه الباطني قاده على إدراك للتراجع الأخلاقي القوي. فقال في رسالة إلى عائلته:
«اخترت الدين لأنني رأيت بؤس الرجال اللامتناهي، والاغتصاب، والزناة، والسرقات، والكبر، والوثنية، وفحش الحديث، كل العنف لمجتمع فقد كل قدرة خيرة... لكي أستطيع العيش حرا أعرضت عن تكون لي زوجة، ولكي أستطيع العيش في سلام لجئت إلى ميناء الدين هذا».
استلم في 26 أبريل عام 1475 لباس الراهب المبتدئ من قبل رئيس الدير جورجو دا فرشيلي، وبعد سنة تلقى التصويت، رُقي إلى شماس مساعد في 21 سبتمبر 1476، وأصبح شماسا في 1 مايو سنة 1477. أراده رؤسائه واعظا وفي دير Studium generale تعمق في دراسة اللاهوت وكان ضمن أساتذته اللاهوتي الشهير بييترو دا بيرغامو مؤلف Tabula aurea، ودومينيكو دا بيربينيانو وونيكولو دا بيزا.
عام 1479 أرسله الدير إلى فيرارا وبعد بثلاث سنوات إلى ريدجو، حيث بمناسبة انعقاد المجمع الدومينيكي اللومباردي في 28 أبريل 1482 عين قارئًا في دير سان ماركو بفلورنسا.

## في دير سان ماركو (1482 -- 1487)
وصل إلى فلورنسا إبان حكم لورينزو دي ميديشي، وكانت تلك الفترة العاصمة الثقافية لشبه الجزيرة الإيطالية، أو كما وصفها جيرولامو نفسه بقلب إيطاليا، في مايو 1482 : في دير سان ماركو كان لديه واجب تفسير الكتابات والوعظ من منابر الكنائس الفلورنسية: دروسه في الدير هي نفسها العظات.
خلال الصوم الكبير لعام 1484 اعتلى منبر سان لورينزو أبرشية آل ميديشي؛ لم ينجح كما تشهد أخبار تلك الفترة وذلك للكنته الإميلية التي لم ترق للأذان الفلورنسية ولطريقة عرضه: كتب سافونارولا نفسه «لم يكن لدي لا صوت ولا صدر ولا طريقة للوعظ، بل وكان وعظي مزعجا أي كان» ولكن يأتي للاستماع إلا «بسطاء معينين وبعض الجبناء»
في 29 أغسطس انتخب جوفاني باتيستا تشيبو بابا باسم إنوسنتيوس الثامن بعد وفاة البابا سيكستوس الرابع في 12 أغسطس 1484. ويبدو أن سافونارولا في هذه الفترة كان يتأمل وحيدا في كنيسة سان جورجو، تلك الإضاءة، تكلم عنها في نهاية حياته خلال المحاكمة موضحًا «عدة أراء أوضح بها أن الكنيسة قريبة من كارثة».

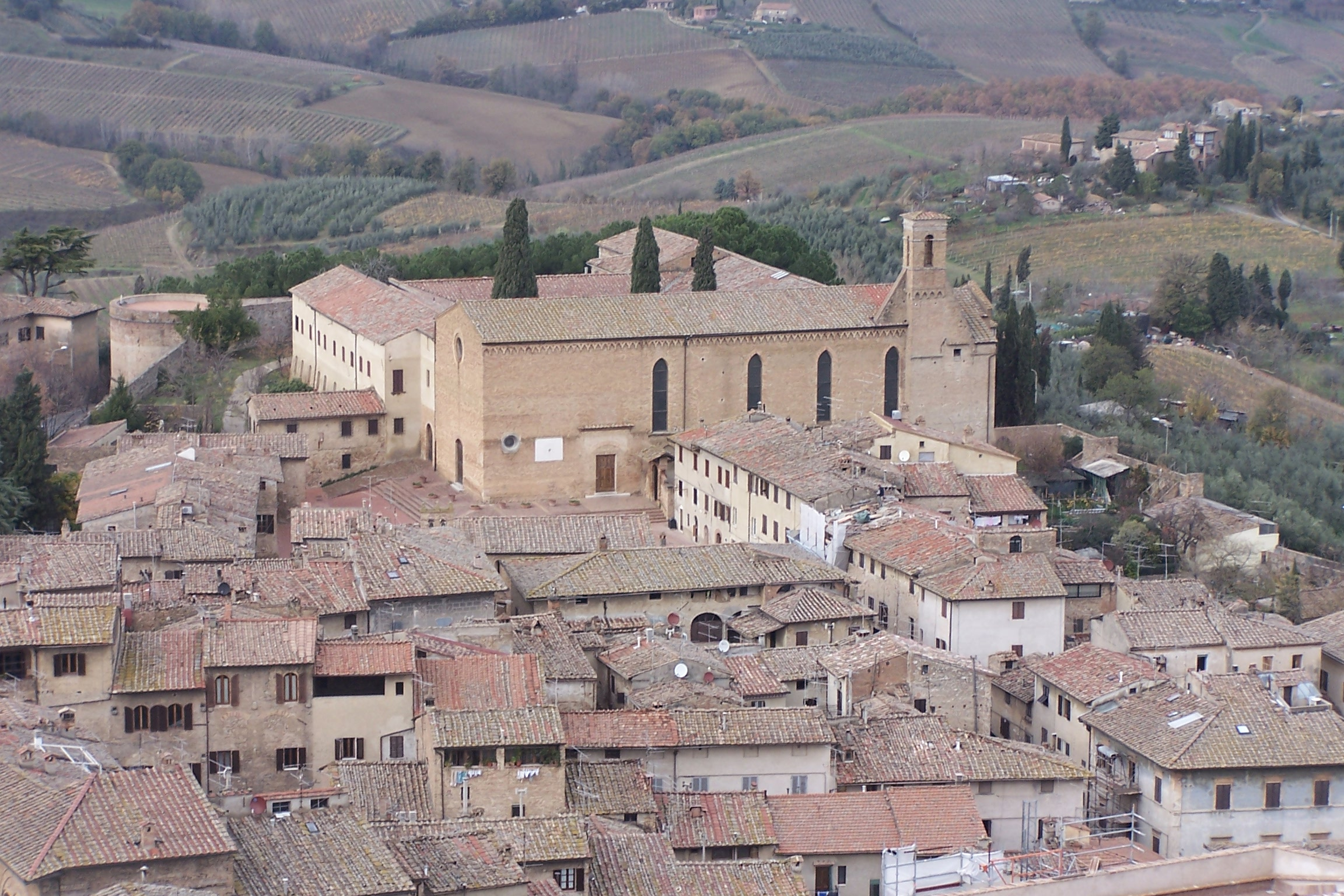
سان جيمينيانو والكلية

بُعث إلى سان جيمينيانو لعظات الصوم الكبير، ومباشرة في مارس 1485 في كلية الكنسية خطب قائلا أن كنيسة «ستصاب قريبا بكارثة متجددة»: إنها المرة الأولى التي يشهد فيها بعظاته «التنبؤية». في 9 مارس ثم 23 أكتوبر من ذلك العام تلقى رسالتين من أمه في فيرارا تحملان خبر وفاة والده وعمه بورسو.
أكد مرة أخرى من على منبر الكلية في السنة التالية «نتوقع كارثة عاجلة أو مسيحا ًدجالاً أو مجاعةً أو وباءً. إن سألتني بآموس، عمّا إذا كنت نبياً، فسأجيبك معه Non sum propheta (لست نبياً)». وقائمة آراء عن البلاء القادم: وحشية الرجال - القتل والشهوة واللواط والوثنية والمعتقدات فلكية والسيمونية - رعاة الكنيسة السيئون، حدوث نبوءات - علامة المحنة القادمة - ازدراء القديسين وقلة الإيمان. بيد أنه يبدو أن هذه الغظات لم تُحدث ضجة أو فضيحة، كما لم تُثِر عظات سافونارولا في الصوم الكبير التي ألقاها في عام 1487 في كنيسة سانتا فِرديانا الفلورنسية.
بعد الانتهاء مهمته كقارئ في فلورنسا، وفي نفس العام حصل تعيين مرموق كأستاذ Studium generale سان دومينيكو في بولونيا، ومنها بعد أن درّس لمدة عام عاد إلى فيرارا في عام 1488.

## في لومبارديا (1488 - 1490)
في فيرارا ظل سنتين في دير سانتا ماريا ديلي أنجيلي، مع القيام برحلات وعظ متكررة محذرا من العقاب الإلهي الآتي فقصد مودينا وبياتشنسا ومانتوفا وبريشا.
ثم أرسله الدير إلى جنوى للعظة في الصوم الكبير وتوجه كالعادة دائما على الأقدام.
في 29 أبريل 1489 وباقتراح من جوفاني بيكو ديلا ميراندولا، كتب لورينزو دي ميديشي إلى جنرال الرهبان الوعاظ طالبا إرسال الراهب هيرونيمو من فيرارا. ودخل فلورنسا في حزيران يونيو 1490 من باب سان غالو، وودعه مجهول رافقه من بولونيا تقريبا بعبارة: «إفعل ما أرسلك الرب من أجل إلى فلورنسا».

## العودة إلى فلورنسا (1490 - 1498)
استأنف الدروس في سان ماركو في الأول من أغسطس 1490 - ولكن جميع المستمعين فسّروها على أنها عظات حقيقية - حول موضوع الأبوكاليبس، ثم أيضا حول رسالة يوحنا الأولى:
أعرب عن الحاجة الفورية للتجديد وجلد الكنيسة دون الخشية من اتهام الحكام والأساقفة - «لا خير في الكنيسة...من أخمص قدمها حتى أعلى رأسها لا صحة فيها» - وحتى الفلاسفة والكتاب الأحياء منهم والقدماء: التف حوله البسطاء والفقراء والساخطين ومعارضي آل ميديشي، حتى سمـّاه مناوئوه واعظ اليائسين؛ وعظ في السادس عشر من فبراير من عام 1491 لأول مرة من على المنبر كاتدرائية سانتا ماريا دل فيوري. وفي السادس من أبريل الموافق لأربعاء عيد الفصح، وعظ بحسب التقليد في القصر العتيق أمام السيادة، قائلاً أن خير وشر مدينة ما يأتي من رؤوسها، وهم كانوا متكبرون وفاسدون يستغلون الفقراء ويفرضون الضرائب الباهظة ويزورون العملة.
حذره لورينزو دي ميديشي مرارًا بعدم تكرار عظات كهذه، لدرجة أنه بات مترددا حول ضرورة الاستمرار على هذا المنوال ولكن، وكما كتب، أنه في صباح يوم 27 أبريل 1491 سمع صوتًا يقول له «أيها الأحمق، ألا ترى أن إرادة الرب هي أن تعظ بهذه الطريقة؟»، فصعدت على المنبر وقدم عظة فظيعة. ولم يأبه بالتهديدات بالإقصاء، الذي استخدمه لورينزو نفسه ضد برناردينو دا فلتري، متوقعا موت العظيم: «أنا غريب وهو مواطن من المدينة وكبيرها، وأنا سأبقى وهو سيذهب، أنا من سيبقى وليس هو».
بدلا من أن يبعده، فكر لورينزو باستخدام بلاغة أوغستيني شهير ضد سافونارولا وهو ماريانو ديلا باربا من جيناغاتسو الواعظ القديم والمثقف والأنيق، والذي وعظ في 12 مايو أمام حشد كبير من الناس، من ضمنهم يبرز لورينزو، وبيكو وبوليتسيانو، حول موضوع يتعلق بسفر أعمال الرسل. كان واضحا جداله ضد نبوءات سافونارولا. لكنه لم يوفق، وفقا للرواة وسافونارولا، الذي خطب بعد ثلاثة أيام حول نفس الموضوع، فقلب الوضع ضده.
في يوليو، انتخب جيرولامو رئيسا لدير سان ماركو. وبطبيعة الحال، وخلافا لعادة الرئاء السابقين لم يقدم هدية إلى لورينزو ولم يطب خاطه بهداياه ولا صدقاته الكبير. في تلك السنة نشر أول كتاب مطبوع Trattato della vita viduale (معاهدة حياة الترمل).
في ليلة 5 أبريل 1492 أصابت صاعقة منارة الكاتدرائية وفسّر كثير من الفلورنسيين الحادث على أنه فأل سيئ، بعد ثلاثة أيام توفي لورينزو دي ميديشي في فيلته في كاريدجي، وعزي بطلب سافونارولا المباركة، كما أنتظر بوليتسيانو، تاركا، غويتشارديني يكتب، «ثلاثة أبناء ذكور.»
وفي مايو ذهب جيرولامو إلى البندقية ليشارك في الملتقى العام للمجمع لومباردي، التي انضم له دير من سان ماركو منذ عام 1456، لما قضى وباء عام 1448 قد على عدد كبير من الرهبان مما جعل من الضروري أن تتحد في المجمع اللومباردي لإعادة حيوية الأديرة والرهبان. عاد إلى فلورنسا في 22 مايو وفي تلك السنة أخرج أربعة كتبه.
وفي 25 يوليو 1492 مات البابا إنوسنتيوس الثامن، وفي 11 أغسطس ارتقى البابوية الكاردينال رودريغو بورجا باسم إسكندر السادس، أحد أسوأ البابوات في التاريخ. عقّب سافونارولا على هذا الاختيار، بأنه قد يعود فائدة للكنيسة.

## إصلاح دير سان ماركو
كان دعم أوليفييرو كارافا، الكاردينال الحامي للنظام الدومينيكي، حاسما للحصول في 22 مايو 1493 على الإذن البابوي باستقلال دير سان ماركو. فانسل خاتم الصياد ببساطة من إصبع بورجا، دون أن يحدث ذلك أية معارضة، سجل الكاردينال النابولي الوثيقة بنفسه المعدّة سلفًا.
خطط سافونارولا للحصول على استقلال أكبر عدد ممكن من الأديرة بطريقة يمكن من خلالها السيطرة وإعطاء مزيد من القوة إلى الإصلاح الذي كان يدور في خلده. وفي 13 أغسطس 1494 حصلت على الانفصال عن المجمع لومباردي أيضا الأديرة الدومنيكية في فييزولي وسان جيمينيانو وبيزا وبراتو، موجدا بذلك مجمعا توسكانيًا، والذي أصبح جيرولامو نفسه نائبه العام.

## نزول شارل الثامن في إيطاليا

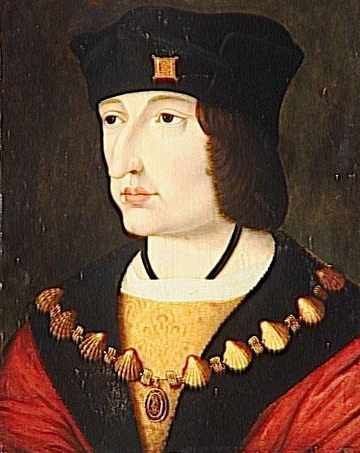
شارل الثامن

ومن المعروف أن لودوفيكو سفورزا حث شارل الثامن ملك فرنسا للزحف بجيشه على إيطاليا للمطالبة بحقوق الأنجويين في مملكة نابولي. في 9 سبتمبر 1494 التقى الملك الفرنسي مع لودوفيكو في أستي، ويبدو أنه كان في جنوى في 21 سبتمبر. في فلورنسا حيث سياسة بييرو دي ميديشي المترددة في وضع دفاعي ضد الأراغونيين في نابولي وتقليدياً صديقة للفرنسيين ما أثار مشاعر الكُره لدى معظم المواطنين اتجاه الميديشيين.
في نفس ذلك اليوم صعد سافونارولا منبر الكاتدرائية الحاشدة وكانت إحدى أعنف خُطبه - عن الطوفان - بصيحة، كما كتب، أنها أوقفت شعر بيكو ديلا ميراندولا، قال: «إليكم، أنا من سأسكب مياه طوفان على الأرض!».
في الواقع كان شارل الثامن مايزال في أستي ولكنه تحرك بجيش نحو ميلانو عبر بافيا وبياتشنسا وبونتريمولي، ودخل فيفيتسانو في 29 أكتوبر ناهبًا إياها وحاصر قلعة سرزانيلو طالبا فتح الطرق إلى فلورنسا. فغيّر بييرو المجلس في خلسة عن المدينة، وأعطى شارل أكثر مما طلب: حصون سرزانيلو وسارزانا وبييتراسانتا، ومدينتي بيزا وليفورنو وطريقًا سالكة إالى فلورنسا. حال عودته إلى فلورنسا في 8 نوفمبر طُرد منها على الفور:
و برز سافونارولا قائدا جديدا للمدينة، وجامعًا في شخصه دور زعيم القائد العلماني والكاهن. وأسس جمهورية ديمقراطية حديثة في فلورنسا. مميزا أيّاها بأنها «جمهورية مسيحية ودينية»، أحد أول قرارتها جعل عقوبة اللواط هي الإعدام، بعد ما كانت عقوبته تقتصر على الغرامة. كان الشذوذ الجنسي سابقا مقبولا في المدينة، وغادر فلورنسا الكثير من مثليي النخبة.
يحكم الجمهورية غونفالونييري العدل وثمانية قادة، والذين يشكلون السنيوريا (السيادة) الجديدة، وكان المجلس الأكبر (Consiglio Maggiore) نتيجة لتوحيد المجالس الثلاثة القائمة البلدي والشعبي والسبعين، والتي يمكن لجميع الفلورنسيين الذين تجاوزوا التاسعو والعشرين من العمر ويدفعون الضرائب المشاركة فيها، كما أنتخب مجلس من ثمانين عضوا، لا يقل سنهم عن الأربعين، وظيفته المصادقة المبدئية على قرارات الحكومة قبل إقرارها نهائيا من قبل المجلس الأكبر.
شُكلت فصائل البيض (Bianchi) وهو جمهوري، والكرويون (Palleschi) موالي لآل ميديشي، في تقليد للفصائل القديمة متنافسة البيض والسود؛ ومن خلالها، تشكل أيضا تقسيم جديد من المواطنين المتعاطفين مع الراهب، لذا سموا المترهبنين، في مواجهة أعداءهم الغاضبون (Arrabbiati).
16 نوفمبر 1494 زار سافونارولا صديقه جوفاني بيكو ديلا ميراندولا الراقد على فراش الموت، واستلم منه اللباس الدومينيكي ومات في اليوم التالي. في عظة 23 نوفمبر مدحه سافونارولا جنائزيا مضيفا انه قد اكتشف أن روحه كانت في المطهر.
مباشرة طلب البابا برسالة أن يقوم بالوعظ في الصوم الكبير لعام 1495 في لوكا، ومن غير الواضح ما إذا كان هذا الطلب قد التمست إلى الغاضبين أو السلطات اللوكية، ولكن في أعقاب احتجاجات الحكومة الفلورنسية، رفضت لوكا الطلب. نُشرت شائعات لا أصل لها أن سافونارولا يخبئ أموالا في الدير وبإغناء نفسه بكنوز عائلة ميديشي وأتباعهم ؛ وسعى الغاضبون أيضا لتصادمه مع دومينيكو دا بونزو، وهو سافونارولي سابق جاء من ميلانو، ودعي من قبل غونفالونييري العدل فيليبو كوربيتسي نفسه أمام ساحة السيادة لمواجهة جيرولامو وتومازو دا رييتي الرئيس الدومينيكي لكنيسة سانتا ماريا نوفيلا وخصم سافونارولي وبعض رجال الدين في 8 يناير 1495.
و في 31 مارس 1495 عقد كل من الإمبراطور وإسبانيا والبابا، والبندقية ولودوفيكو سفورزا تحالفا ضد شارل الثامن، ومن الضروري أن تشارك أيضا فيه فلورنسا، لقطع أي طريق للعودة إلى فرنسا، ولكن فلورنسا وسافونارولا فان فرنسيو الهوى: لا بد من تخليهم عنه وإنهاء أي نفوذ يمارسه في المدينة وإلى الأبد. شارل الثامن الذي استولى دون قتال على كل مملكة نابولي، ترك هناك كحامية نصف قواته المسلحة وببقية القوات أسرع للعودة إلى فرنسا: دخل روما في الأول من يونيو حيث فر البابا إسكندر السادس إلى أورفييتو ثم إلى بيرودجا وواصل الملك صعوده شمالا، مع خيبة أمل كبيرة لجيرولامو، الذي أمِل بانقلاب في مدينة البابوية، وخشي الفلورنسيون كثيرا، وقد وصلهم خبر اتفاق بين بييرو دي ميديشي والملك.
و في بودجيبونسي اجتمع سافونارولا مع شارل الثامن في 17 يونيو ليضمن عدم الإضرار بفلورنسا وعدم عودة آل ميديشي، لم تكن للملك الذي كان يفكر فقط في العودة إلى فرنسا مشاكل في طمانته، وعاد الراهب جيرولامو إلى فلورنسا ظافرًا.
7 يوليو اقتحم شارل الثامن في فورنوفو قوات الرابطة المعترضة لطريقه وعاد إلى فرنسا ولكن حملته كانت فاشلة: فبغيابه عادت مملكة نابولي بسهولة في امتلاك فرناندو الثاني، وبدى أن سافونارولا وجمهوريته الآن أضعف بكثير.

## إسكندر السادس
أرسل البابا في 21 يوليو 1495 رسالة إلى سافونارولا، وبعد أن أعرب له فيها عن تقديره لأحد كتاباته عمله، ودعاه إلى روما. بطبيعة الحال اعتذر سافونارولا عن السفر إلى روما برسالة رد في 31 يوليو، متحججًا بأسباب صحية واعدًا بلقاء في المستقبل، وفي هذه الأثناء أطلق كتيبًا يبدو أن البابا استنتج من خلاله مقترحاته: نُشر «خلاصة الاكتشافات» في فلورنسا في الثامن عشر من أغسطس.

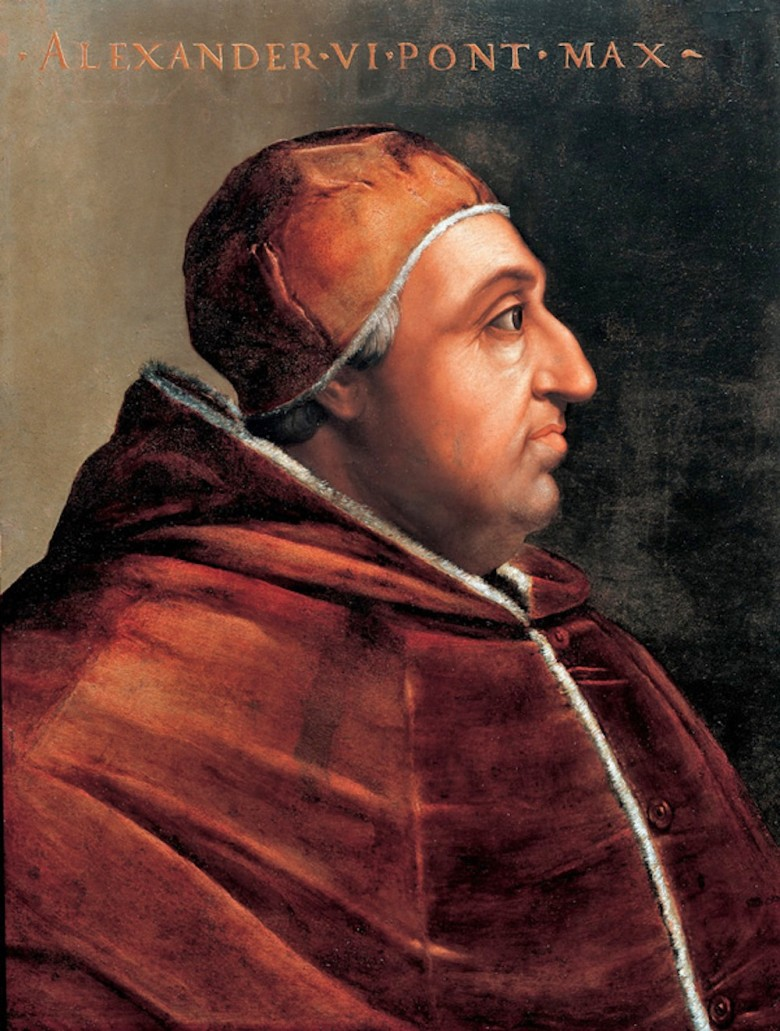
إسكندر السادس

رد البابا في 8 سبتمبر برسالة أخرى تحمل في طياتها اتهامه بالهرطقة والنبوءات الكاذبة، وأعفاه من أي منصب وطلب محاكمته لدى النائب العام للمجمع اللومباردي سيباستيانو مادجي. رد سافونارولا 30 سبتمبر دافعًا كل الاتهامات ورفضًا الخضوع لنائب المجمع، الذي يعتبر خصمه ومتوقعًا أن يقوم البابا بنفسه بتبرئته من أي اتهام، في 11 أكتوبر اتهم فصيل الغاضبين من المنبر الكنسي بالتآمر مع البابا لتدميره. برسالة أخرى في 16 أكتوبر علق إسكندر السادس الأوامر السابقة واكتفى بمنعه من إلقاء العظات، في انتظار قرارات ستتخذ مستقبلا.
أطاع سافونارولا الأمر ولكن لم يبقى مكتوف الأيدي: 24 أكتوبر نشر «حول الوصايا العشر» وانهمك في تأليف (De simplicitate christianae vitae')'. في ديسمبر ظهر «رسالة إلى صديق» رد خلاله على اتهامه بالهرطقة ودافع عن الإصلاحات السياسية الحادثة في فلونسا. في غضون ذلك ضغطت السيادة على البابا للسماح لجيرولامو بالوعظ: خروجه على الجماهير كان أمرا لا بد منه للتصدي لهجمات الغاضبين ضد الحكومة والرهبان، المتهمين بالمسؤولية عن خسارة بيزا.
و يبدو أن الإذن قد وصل من إسكندر السادس شفويًا إلى الكاردينال كارافا ومندوب الفلورنسي ريتشاردو بيكي، على أي حال، في 16 فبراير عام 1496 وبعد أن رافقه إلى الكاتدرائية حشد في موكب من 15000 شخص، صعد جيرولامو على منبر سانتا ماريا ديل فيوري التواريخ، في الصوم الكبير العظة الأولى لتلك السنة.
طلع متظاهرا بحوار مع الشريك، والذي منعه من الوعظ رغم أنه تبرّأ منه.
و في 24 فبراير شن هجوما عنيفا ضد الإدارة البابوية.
لم يكن البابا العدو الخارجي الوحيد لفلورنسا وسافونارولا، ولكن جميع أطراف العصبة المناهضة لفرنسا، مثل لودوفيكو سفورزا والذي كتب له الراهب في 11 أبريل 1496 داعيا إياه للتوبة من خطاياه قبل حلول البلاء.
في أبريل وعظ في براتو في كنيسة سان دومينيكو، وكالعادة استمع له حشد كبير، من ضمنهم أهم فلاسفة فلورنسا ذلك الوقت، الأفلاطوني مارسيليو فيتشني والأرسطي أليفييرو أردويني، في نهاية هذا الشهر طبع بفلورنسا آخر مؤلفات جيرولامو Expositio psalmi Qui regis Israel، حين رفضت الجمهورية اقتراحه للحظر القانوني على الفساتين الكاشفة وأدوات تزين شعر النساء.
في أغسطس، عرض إسكندر السادس عليه عبر الدومينيكي لودوفيكو دا فالنيسا - يزعم آخرون أن المبعوث كان ابن البابا تشيزري بورجا كاردينال فالنيسا - تعيينه كاردينالا بشرط التراجع عن انتقاداته للكنيسة والامتناع في المستقبل، وعد جيرولامو بالرد في اليوم التالي، عند العظة المقامة في صالة المجلس، بحضور السيادة (Signoria). بعد تتابع أحداث السنوات الأخيرة، المتفاقمة تدريجيا، خرج هاتفًا: «لا أريد قلنسوات، ولا أريد قبعات تاجية كبيرة كانت أو صغيرة، أريد ذلك الذي قدمتموه إلى قديسيكم: الموت. قلنسوة حمراء، ولكن بالدم، أريدها».

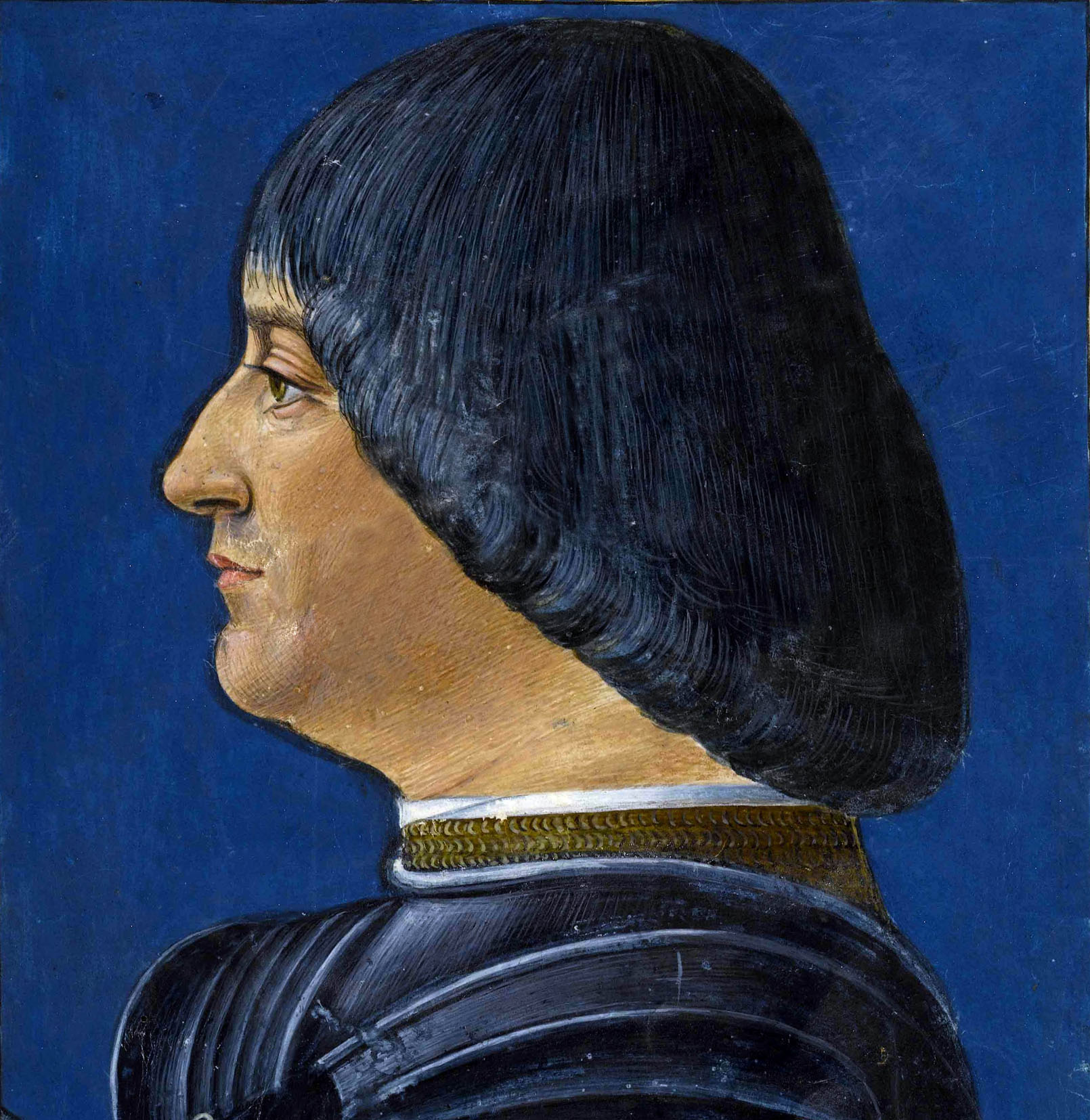
لودوفيكو سفورزا

في 23 أغسطس 1496 كشف لودوفيكو سفورزا بأنه اعترض رسالتين لسافونارولا باتجاه فرنسا، واحدة إلى شارل الثامن يدعوه فيها للقدوم إلى إيطاليا، وأخرى إلى نيكولو محذرا إيّاه من مطران اكس، السفير الفرنسي في فلورنسا، زاعما غدره بالملك وموقفه العدائي في فلورنسا. يبدو أن الرسالتين مزورتان من قبل لودوفيكو لكسر التحالف الفرنسي - الفلورنسي والتشكيك في جيرولامو، الذي نفى أن يكون قد كتبهما أبدا.
في 7 فبراير عام 1497 قام واتباعه بعملية حرق الباطل. فأرسلوا الصبية من باب إلى باب، لجمع الأغراض المرتبطة بالانحلال الأخلاقي: المرايا، مستحضرات التجميل، الصور الخليعة، الكتب الوثنية، المنحوتات غير الأخلاقية (التي أراد تحويلها إلى تماثيل للقديسين وصور محتشة لمشاهد من الإنجيل)، طاولات القمار، قطع الشطرنج، الأعواد وغيرها من الآلات الموسيقية، الفساتين الفاخرة، المجوهرات، القبعات النسائية، والأعمال المنافية للآداب وشعر القديم، وأحرقت كلها في كومة كبيرة في ساحة السيادة بفلورنسا. فقدت العديد من أعمال عصر النهضة الفنية الفلورنسية بنيران سافونارولا - بما فيها لوحات لبوتيتشيلي ومايكل أنجلو والتي يقال أنها ألقيت في المحرقة من قبل الفنانين أنفسهم، وان كان البعض يشكك في هذه الإدعاء.
و واصل سافونارولا حملته ضد رذائل الكنيسة، حتى ولو بمزيد من العنف، مكونا عداوات كثيرة، ولكن أيضا معجبين جدد حتى خارج فلورنسا: وتعود لهذه الفترة مراسلة محدودة مع كاتيرينا سفورزا سيدة إيمولا وفورلي والتي طلبت مساعدته الروحية.
سرعان فلورنسا ما تعبت من سافونارولا لاستمرار متاعب المدينة السياسية والاقتصادية، وحيث أنه بدى لهم أن الرب لم يتدخل ليساعد المدينة، وأن اليوم الآخر لم يأتي رغم إصرار حكومة المدينة على أن النبوؤة على وشك أن تحدث.
خلال خطبة عيد الصعود في الربع من مايو عام 1497، شاغبت عصابات من الشبان، وتحول الشغب إلى ثورة: رقص وغناء وإعيد فتح الحانات، وتجرأ الرجال على مقامرة علنا.

## الحرمان الكنسي والإعدام
في 13 مايو 1497، عزل الأب سافونارولا كنسيا من قبل البابا إسكندر السادس، وطالب في عام 1498 باعتقاله وإعدامه. لقد جعلته قلة دعم الفرنسي أقلية مقارنة مع حزب ميديشي المتنامي. وفي 8 أبريل، هاجم حشد دير سان ماركو ؛ تلى ذلك صراع دامي، قتل خلاله العديد من حراس سافونارولا وأنصاره المتدينون: استسلم مع أقرب مساعديه الراهبان دومينيكو دا بيشا وسيلفيسترو. واجه سافونارولا تهما من قبيل الهرطقة وافتراء النبوءات، والتحريض على الفتنة، وحتى جرائم أخرى، تسمى خطايا دينية من جانب بابا بورجي.
خلال الأسابيع القليلة التالية تعرض الثلاثة للتعذيب على المخلعة. ووقّع ثلاثتهم على اعترافات ؛ لقد استثنى التعذيب فقط ذراع سافونارولا اليمنى، ليكون قادرا على توقيع اعترافه، وهو ما فعله غالبا قبل 8 مايو. وفي ذلك اليوم أتم كتابة تأملاته عن الترنيمة 50 بعنوان Infelix ego، الذي ناشد فيه الرحمة من الله لضعفه الجسدي فاعتراف بجرائم يؤمن بأنه لم يرتكبها. ويوم إعدامه في الثالث والعشرون من مايو عام 1498، كان ما يزال يعمل على تأمل آخر حول الترنيمة 31، بعنوان Tristitia obsedit me.
اقتيد يوم إعدامه خارجا إلى ساحة السيادة إلى جانب دومينيكو دا بيشا وسيلفيسترو. جُرّد الثلاثة شعائريا من أثوابهم الدينية، أهينوا «كمهرطقين ومرتددين»، وبالنظر إلى ما يزيد على السلطات العلمانية لتكون احرقت. شنق الثلاثة بحبال على نفس العارضة ؛ وأشعل عليهم نار هائل من أسفل ؛ لقد أعدموا في نفس مكان إقامة «حرق الباطل». تم إلقاء رماد الثلاثة في نهر أرنو بجوار الجسر العتيق.

## روابط خارجية
- سافونارولا على موقع الموسوعة البريطانية (الإنجليزية)
- سافونارولا على موقع ميوزك برينز (الإنجليزية)
- سافونارولا على موقع إن إن دي بي (الإنجليزية)
- سافونارولا على موقع ديسكوغز (الإنجليزية)